# Szydłów (województwo opolskie)
Szydłów (niem. Schiedlow, 1936–1945 Goldmoor) – wieś w Polsce położona w województwie opolskim, w powiecie opolskim, w gminie Tułowice.
Od 1950 roku miejscowość położona położona jest w województwie opolskim.

## Historia
Od końca XVIII w. wies posiadała pieczęć gminną, na której wizerunku przedstawiono drzewo iglaste wyrastające z murawy, z prawej strony topór oparty o pień, a następnie w drugiej poł. XIX w. } drzewo o trójkątnej koronie wyrastające ze wzgórza.

## Zabytki
Do wojewódzkiego rejestru zabytków wpisany jest:
- zespół stacji kolejowej, ul. Kolejowa 1, z 1887 r.:
  - budynek dworca,
  - budynek nastawni wykonawczej,
  - parowozownia,
  - wiadukt przy nastawni.

W Szydłowie działała w przeszłości fabryka dachówek (Dachsteinfabrik) i cegielnia, której zabudowania spłonęły wiosną 2022 roku.

## Nawiązania i odniesienia w kulturze
Szydłów jest jednym z miejsc akcji powieści Lato umarłych snów autorstwa niemieckiego pisarza Harry’ego Thürka, przedstawiającej sytuację Niemców w Prudniku tuż po II wojnie światowej. Bohaterowie powieści przewieźli rannego więźnia obozu w Łambinowicach do domu sanitariusza w Szydłowie.